# Savoia-Marchetti SM.92
Savoia-Marchetti SM.92 là một mẫu máy bay tiêm kích/ném bom hạng nặng, được thiết kế dựa trên loại Savoia-Marchetti SM.88.

## Tính năng kỹ chiến thuật (SM.92)
Đặc điểm tổng quát
- Kíp lái: 2
- Chiều dài: 13,7 m (44 ft 11 in)
- Sải cánh: 18,55 m (60 ft 10 in)
- Chiều cao: 4,15 m (13 ft 7 in)
- Diện tích cánh: 38,52 m² (414,5 ft²)
- Trọng lượng rỗng: 5.900 kg (12.980 lb)
- Động cơ: 2 × Daimler-Benz DB 605 kiểu động cơ V12 tăng áp, làm mát bằng chất lỏng,  ()  mỗi chiếc

 Hiệu suất bay 
- Vận tốc cực đại: 615 km/h (332 kn, 382 mph) trên độ cao 6.700 m (21.976 ft)
- Tầm bay: 2.000 km (1.080 nmi, 1.243 mi)
- Trần bay: 12.000 m (39.360 ft)

SM.92

- Lên độ cao 6.000 m (19.680 ft): 7 phút 10 giây

Trang bị vũ khí

- 3 × pháo MG 151 20 mm
- 3 × súng máy Breda-SAFAT 12,7 mm
- 2.000 kg (4.409 lb) bom